# Màrgens de Garcia
Els Màrgens de Garcia és una obra de Garcia (Ribera d'Ebre) inclosa a l'Inventari del Patrimoni Arquitectònic de Catalunya.

## Descripció
Els màrgens construïts amb pedra seca es localitzen en antigues feixes de conreu de tot el terme municipal. Són d'especial interès els que hi ha a la zona de los Plans, on són fets de còdols i formen un entramat constructiu força complex. En algunes parts tenen una alçada superior a 3 metres, pel que s'accedeix a les feixes superiors mitjançant passos i escales de pedra.